# FK Liepāja
El FK Liepāja, conocido como Liepāja/Mogo por razones de patrocinio, es un club de fútbol con sede en Liepāja, Letonia. Fue fundado en 2014 como reemplazo del desaparecido Liepājas Metalurgs. Actualmente juega en la Virslīga, máxima categoría nacional.

## Historia
El FK Liepāja fue fundado en 2014 como heredero del anterior equipo de la ciudad, el FK Liepājas Metalurgs, que había desaparecido el año anterior por la quiebra de su patrocinador después de diecisiete temporadas en la élite. La nueva entidad sería presidida por el exfutbolista Maris Verpakovskis, absorbería todo el fútbol base del club extinguido, y contaría con el respaldo del consistorio de Liepāja.
El equipo pudo debutar directamente en la Virslīga, máxima categoría nacional. Bajo las órdenes del entrenador Viktors Dobrecovs, el FK Liepāja obtuvo la permanencia en 2014 y un año después se proclamó campeón de Liga con un plantel liderado por Dāvis Ikaunieks y el argentino Cristián Torres. Desde entonces ha jugado un papel relevante dentro del fútbol letón; su último título ha sido la Copa de Letonia de 2017, con una victoria por 2:0 sobre el Riga FC.
En el año 2017 el club incorporó a Gonzalo Negro, promesa de Argentina quien en su debut demostró con un gol de cabeza en el último minuto que arribó al club letón dispuesto a darle muchas alegrías a la afición del FK Liepāja.

## Palmarés
| Competición         | Títulos    | Subcampeonatos |
| ------------------- | ---------- | -------------- |
| Virslīga (1)        | 2015       | 2017           |
| Copa de Letonia (2) | 2017, 2020 | -              |

## Participación en competiciones europeas
| Temporada | Torneo                   | Ronda             | Club              | Casa | Visita | Global         |
| --------- | ------------------------ | ----------------- | ----------------- | ---- | ------ | -------------- |
| 2016–17   | UEFA Champions League    | 2ª Clasificatoria | Red Bull Salzburg | 0–2  | 0–1    | 0–3            |
| 2017–18   | UEFA Europa League       | 1ª Clasificatoria | Crusaders         | 2–0  | 1–3    | 3–3 (v.)       |
| 2017–18   | UEFA Europa League       | 2ª Clasificatoria | Sūduva            | 0–2  | 1–0    | 1–2            |
| 2018–19   | UEFA Europa League       | 1ª Clasificatoria | Häcken            | 0–3  | 2–1    | 2–4            |
| 2019–20   | UEFA Europa League       | 1ª Clasificatoria | Dinamo Minsk      | 1–1  | 2–1    | 3–2            |
| 2019–20   | UEFA Europa League       | 2ª Clasificatoria | Norrköping        | 0–1  | 0–2    | 0–3            |
| 2021–22   | Europa Conference League | 1ª Clasificatoria | Struga            | 1–1  | 4–1    | 5–2            |
| 2021–22   | Europa Conference League | 2ª Clasificatoria | CSKA Sofía        | 0–0  | 0–0    | 0–0 (1:3 pen.) |
| 2022–23   | Europa Conference League | 1ª Clasificatoria | Gjilani           | 3-1  | 0-1    | 3-2            |
| 2022–23   | Europa Conference League | 2ª Clasificatoria | BSC Young Boys    | 0-1  | 0-3    | 0-4            |
| 2024–25   | UEFA Conference League   | 1ª Clasificatoria | Víkingur Gøta     | 1–1  | 0–2    | 1–3            |